# كايا كانيبي
كايا كانيبي مواليد 10 يونيو 1985 في إستونيا، هي لاعبة كرة مضرب إستونية بدأت مسيرتها كمحترفة سنة 2000 تلعب باليد اليمنى. هي إحدى بطلات الجراند سلام. أعلى تصنيف لها في الفردي كان المركز الـ 15 في سنة 2012. أعلى تصنيف لها في الزوجي كان المركز الـ 106 في سنة 2011. شاركت في دورة الألعاب الأولمبية الصيفية.

## الخط الزمني للفردي
مفتاح
| ف | ن | ن.ن | ر.ن | د# | د.م | ل | أ.أ | ت | غ | ب | ف | ذ | م.خ | ل.ت |

(ف) فاز بالبطولة (ن) وصل النهائي (ن.ن) نصف النهائي (ر.ن) ربع النهائي (د#) الأدوار الأربعة الأولى (د.م) دور المجموعات (ل) شارك في كأس ديفيز (أ.أ) خرج من الأدوار الاولى (ت) خسر التصفيات التأهيلية (غ) غاب عن الحدث أو البطولة (ب) حصل على ميدالية برونزية (ف) حصل على ميدالية فضية (ذ) حصل على ميدالية ذهبية (م.خ) بطولة الماسترز خُفضت إلى مرتبة أقل (ل.ت) البطولة لم تعقد في السنة المعينة.
لتجنب الارتباك وازدواجية الحساب، يتم تحديث هذه المعلومات إما في نهاية البطولة، أو عندما تكون مشاركة اللاعب في البطولة قد انتهت.
| الدورة            | 2001 | 2002 | 2003 | 2004 | 2005 | 2006 | 2007 | 2008 | 2009 | 2010 | 2011 | 2012 | 2013 | 2014 | 2015 | 2016 | فوز / مشاركة | ف-خ   |
| ----------------- | ---- | ---- | ---- | ---- | ---- | ---- | ---- | ---- | ---- | ---- | ---- | ---- | ---- | ---- | ---- | ---- | ------------ | ----- |
| أستراليا المفتوحة | غ    | ت2   | غ    | ت2   | غ    | ت1   | د2   | د1   | د3   | د2   | د2   | د2   | غ    | د1   | د1   | غ    | 0 / 8        | 6–8   |
| فرنسا المفتوحة    | غ    | غ    | غ    | ت2   | غ    | د2   | د1   | ر.ن  | د1   | د2   | د3   | ر.ن  | د2   | د1   | د1   |      | 0 / 10       | 13–10 |
| بطولة ويمبلدون    | غ    | غ    | غ    | غ    | غ    | د1   | د2   | د1   | د1   | ر.ن  | د1   | غ    | ر.ن  | د2   | د1   |      | 0 / 9        | 10–9  |
| أمريكا المفتوحة   | غ    | ت1   | ت2   | غ    | ت2   | د3   | د1   | د2   | د1   | ر.ن  | د2   | غ    | د3   | د4   | د2   |      | 0 / 9        | 14–9  |
| فوز-خسارة         | 0–0  | 0–0  | 0–0  | 0–0  | 0–0  | 3–3  | 2–4  | 5–4  | 2–4  | 10–4 | 4–4  | 5–2  | 7–3  | 4–4  | 1-4  |      | 0 / 36       | 43–36 |

## وصلات خارجية
- كايا كانيبي على موقع رابطة محترفات التنس (الإنجليزية)
- كايا كانيبي على موقع الاتحاد الدولي لكرة المضرب (الإنجليزية)
- كايا كانيبي على موقع كأس بيلي جين كينغ (الإنجليزية)
- كايا كانيبي على موقع بطولة ويمبلدون (الإنجليزية)
- كايا كانيبي على موقع خلاصة التنس.كوم (الإنجليزية)
- كايا كانيبي على موقع إي إس بي إن.كوم (الإنجليزية)
- كايا كانيبي على موقع اللجنة الأولمبية الدولية (الإنجليزية)
- كايا كانيبي على موقع أوليمبيديا (الإنجليزية)

- الموقع الرسمي